# 光丘 (練馬區)
光丘（日语：／ Hikarigaoka */?）是東京都練馬區的地名，下分一丁目至七丁目。郵遞區號179-0072。2010年（平成22年）2月1日為止的人口有28,977人。

## 地理
光丘是位於練馬區北部的新興住宅區。區內有許多團地，光丘站位於中心地帶。團內有許多公園。光丘站北側的都立光丘公園是都内面積名列前茅的公園，園中有圖書館、體育館、網球場、棒球場等設施。都營大江戶線全線開通後，此地可直接前往新宿、青山、六本木、汐留、大門等都心地區。
光丘南北狹長，各區可使用的車站也不盡相同，居民透過步行、巴士等方式可利用東武東上線成增站，東京地下鐵有樂町線、副都心線地下鐵成增站，地下鐵赤塚站，平和台站，西武池袋線練馬高野台站等站。
附近的主要幹道有北側的川越街道、西側的笹目通、南側的目白通、東南方的環八通等。其他距離較近、可利用的幹道有環七通、關越自動車道練馬IC、東京外環自動車道大泉JCT，新大宮繞道等。
在交通方面，光丘的鐵路、道路都十分便利。但在1990年代以前，都營大江戶線未通車、西武池袋線練馬高野台站也尚未設立，東京外環自動車道全線與環八通部分路段也尚未通車，井荻隧道未完成時西武新宿線平交道時常造成交通堵塞，此地的交通稱不上便利。

## 歷史
過去此地是武藏國豐島郡上練馬村田柄、高松與下土支田村（土支田），是一片廣大的農地。
本地的中心，也就是現在的地域醫療振興協會練馬光丘醫院附近，有條由西向東的田柄川（江戶時代稱為土支田川）與田柄用水（現在光丘第二公寓附近的分水堰是田柄川的分水點），流域東部是水田，北部與南部部分地區種植練馬大根。地區西北部（接觸橋周邊）是盛岡藩抱地，有座南部山。在這農村地帶，隨處可見彎曲的田間小路與屋敷林。成增飛行場建設前，約80戶家庭在此居住。
成增飛行場建設前的神社與道路：
- 神社
  - 稻荷神社 - 現在的光丘公園（日语：光が丘公園）停車場入口附近
  - 阿夫利神社 - 現在的夏之雲公園附近
- 道路
  - 土支田通 - 舊導者道，現在的土支田通延長段。現在的光丘高校角交差點至百合木通。
  - 平林寺道 - 現在的光丘公園西交差點與光丘北交差點的中間點起，在光丘第八小學校附近與土支田通交會，至田柄公園南為止。
  - 學校道 - 現在的旭町南地區區民館開始，夏之雲公園北邊與長命寺道交會。
  - 長命寺道 - 現在的光丘兒童館南開始，通過田柄高校（日语：東京都立田柄高等学校）角交差點、光丘美術館前、現在的光丘消防署前交差點南邊，到光丘第三小學校前交差點附近為止。
  - 長久保道 - 現在的夏之雲公園南的交差點開始，SEGA WORLD光丘南邊的道路為止。
  - 豐島園通 - 舊上練馬道。現在田柄五丁目交差點開始，通過田柄第三小學校中央，田柄高校角交差點為止。本地以外的路段等同於現在的豐島園通。
現在的田柄第三小學校中央起，至田柄高校角交差點為止，是長命寺道與豐島園通的重複路段。

### 地名的由來
練馬區希望名稱讓人有「綠與太陽的城市」的印象。有綠丘、綠台、青葉台、若葉台、光丘五個候選名稱。

### 沿革
- 1939年（昭和14年）4月：做為紀元2600年紀念事業（日语：紀元二千六百年記念行事）的一部分，東京府策定環狀綠地帶（日语：東京緑地計画）計畫，將土支田、田柄、高松與大泉大綠地一同列入計畫。
- 1940年（昭和15年）2月：臨時府議會通過東京綠地帶計畫。同年3月30日的內務省告示刪除大泉大綠地。
- 1942年（昭和17年）：舊日本陸軍的成增飛行場（日语：成増飛行場）於現在的光丘公園建設。現在的IMA（日语：光が丘IMA）中央偏東的位置，建有南北向的跑道。
- 1945年（昭和20年）：太平洋戰爭戰敗，成增飛行場被同盟國接收。
- 1946年（昭和21年）3月25日：東武啓志線（日语：東武啓志線）全線開通。
- 1947年（昭和22年）3月3日：同盟國軍將成增飛行場舊址改稱為格蘭特高地（日语：グラントハイツ）。名稱來自第18位美國總統格蘭特。
- 1947年（昭和22年）4月：格蘭特高地開工。
- 1948年（昭和23年）6月：格蘭特高地完工，作為美國空軍家庭宿舎。周邊開始出現美軍相關商店。
- 1952年（昭和27年）7月26日：作為日美政府協定的美軍設施「格蘭特高地住宅地區」（FAC（設施）編號3006），練馬區土支田町、高松町、田柄町、春日町、旭町部分地區指定為美軍無限期使用設施[1]。
- 1958年（昭和33年）9月26日：狩野川颱風造成田柄用水損害，格蘭特高地淹水。
- 1959年（昭和34年）7月22日：東武啓志線廢線。
- 1960年代：格蘭特高地返還運動高漲。
- 1961年（昭和36年）4月19日：日美政府協定美軍設施「格蘭特高地住宅地區」修訂[2]。
- 1964年（昭和39年）12月18日：練馬區長（須田操）要求東京都知事（東龍太郎）開放格蘭特高地。
- 1969年（昭和44年）8月27日：防衛廳長官（有田喜一）視察格蘭特高地，並與美軍進行討論。
- 1969年（昭和44年）9月1日：本地實施住居表示（日语：住居表示）。田柄町一丁目、田柄町二丁目、高松町一丁目部分地區、高松町二丁目部分地區，旭町部分地區合併成立光丘[3]，正式成為町名。此時光丘尚未設定「丁目」，全區屬光丘1番街區。
- 1971年（昭和46年）8月19日：外務省召開日美合同委員會，決議1974年3月全面返還格蘭特高地。
- 1972年（昭和47年）：訂定住宅區再開發計畫
- 1973年（昭和48年）9月30日：格蘭特高地全面返還[4]。共返還國有地約1,034,059m²，公有地約9,283m²，民有地約2,452m²，民有地（地役權）約368m²，國有建物約107,484m²與附帶設備等。作為替代設施，提供横田飛行場給美軍使用。
- 1977年（昭和52年）2月：都立光丘公園建設工程開工
- 1980年（昭和55年）10月：練馬給水所完成，開始部分給水。
- 1981年（昭和56年）3月-5月：住宅、清掃工場建築工程開工。
- 1981年（昭和56年）12月：都立光丘公園開園。
- 1983年（昭和58年）3月1日：實施住居表示變更。「光丘」大部分區域下分光丘一丁目至七丁目[5]。此外，舊光丘部分區域編入旭町一丁目33番、旭町二丁目1番與11番、田柄二丁目42番、高松五丁目24番。
- 1983年（昭和58年）3月：百合之木通完成。
- 1983年（昭和58年）3月-4月：都營住宅、公團住宅開放入住。練馬區立光丘第一小學校（日语：練馬区立光が丘第一中学校）、光丘第二保育園、旭町第二保育園開設。
- 1983年（昭和58年）5月：練馬區清掃工場光丘工場臨時營運開始。
- 1983年（昭和58年）6月：光丘公園棒球場、網球場、田徑場開放。地下鐵有樂町線開通。
- 1983年（昭和58年）7月：旭町南地區區民館開設。
- 1983年（昭和58年）10月：清掃工場正式營運。
- 1984年（昭和59年）3月-4月：光丘出張所、練馬區立光丘第四小學校、練馬區立光丘第一中學校、練馬區立光丘第四中學校、光丘公園派出所、光丘第三保育園、光丘紫陽花學童俱樂部開設。
- 1984年（昭和59年）4月：巴士運行開始。
- 1986年（昭和61年）：光丘地區住民組織連絡協議會（光連協）開始運作（15團體加盟）。
- 1987年（昭和62年）：IMA開幕。
- 1990年（平成2年）：開設光丘警察署（日语：光が丘警察署）。
- 1991年（平成3年）：開設光丘郵便局（日语：光が丘郵便局）。都營地下鐵12號線（現大江戶線）開通。柏青哥店進駐反對運動開始。
- 1992年（平成4年）：光連協決定反對柏青哥店進駐。
- 1993年（平成5年）：光連協向區長、區議會、住都公團提出柏青哥店進駐反對請求書。
- 1994年（平成6年）：光丘地區區民館開設。光丘體育館開設。
- 1995年（平成7年）：光丘圖書館開館。光丘的柏青哥店開幕。

此時兒童人數快速減少。開始實施小中學校統廢合案。
- 2012年（平成24年）：光丘第三小學校舊址開設Aoba - Japan International School（日语：アオバ・ジャパン・インターナショナルスクール）光丘校區開設。
- 2013年（平成25年）：光丘第五小學校改建，兒童發達支援中心開設。光丘第二小學校舊址設施、光丘第七小學校舊址設施暫定由區管理，作為生涯學習團体等的活動場所。

### 町名變遷
地租改正後留存的小字如下。左為現町名，右為小字名。
- 光丘一丁目 - 北神明（きたしんめい）
- 光丘二丁目 - 菅原（すがわら），八丁原（はっちょうはら）
- 光丘三丁目 - 北高松，菅原，西田柄，東高松
- 光丘四丁目 - 庚塚（かねづか），八丁原
- 光丘五丁目 - 菅原，大門山（だいもんやま），八丁原
- 光丘六丁目 - 大門（だいもん），大門山
- 光丘七丁目 - 北高松，大門，平松（ひらまつ）

| 實施後 | 實施年月日   | 實施前（未備註表部分地區）                                                   |
| ------ | ------------ | ---------------------------------------------------------------------------- |
| 光丘   | 1969年9月1日 | 田柄町一丁目（全域），田柄町二丁目（全域），高松町一丁目，高松町二丁目，旭町 |

| 實施後     | 實施年月日   | 實施前（各町名部分地區） |
| ---------- | ------------ | ------------------------ |
| 光丘一丁目 | 1983年3月1日 | 光丘                     |
| 光丘二丁目 | 1983年3月1日 | 光丘                     |
| 光丘三丁目 | 1983年3月1日 | 光丘                     |
| 光丘四丁目 | 1983年3月1日 | 光丘                     |
| 光丘五丁目 | 1983年3月1日 | 光丘                     |
| 光丘六丁目 | 1983年3月1日 | 光丘                     |
| 光丘七丁目 | 1983年3月1日 | 光丘                     |

## 光丘公園城
光丘公園城（光丘パークタウン）是光丘內龐大的集合住宅街區，也稱光丘團地。
由都市再生機構 (UR) 與東京都住宅供給公社的分讓、租賃住宅所構成，一部分屬板橋區。位於光丘一丁目至光丘七丁目，區內有五所小學校，四所中學校，一所都立高校，也設有老人安養中心。垃圾處理場的廢熱用來供給地域熱源。

## 高齡化
光丘65歳以上人口（高齡人口）的人口比率約14%，低於全國平均的20.04%。但是，光丘60-64歳占非高齢人口的9%，55歳-64歳占22%，今後5-10年間高齡化率將大幅攀升。分讓住宅為主的光丘五丁目，高齢化率達51%。其他以租賃住宅為主的高齢化率較低。
各丁目的高齡化率
- 光丘一丁目 20%
- 光丘二丁目 12%
- 光丘三丁目 13%
- 光丘四丁目 （公園的登記人口為0）
- 光丘五丁目 51%
- 光丘六丁目 16%
- 光丘七丁目 12%

## 光連協
光連協是光丘的町内會、自治會，全名為東京都練馬區光丘地區住民組織連絡協議會。包括賃貸住宅自治會與分讓住宅管理組合計有35組團體加盟，總家庭數達12,157（2006年6月24日），是光丘地區最大的居民團體。這規模與一般的町内會、自治會等相比十分龐大。光連協内部設有由自治會（賃貸住宅）加入的自治會部會與管理組合加入的管理組合部會，以處理各個問題。其他還有防災對策專門委員會、腳踏車問題專門委員會等與光丘地域問題密切相關的六個專門委員會。

## 交通
- 都營地下鐵大江戶線 光丘站

## 備註
1. ↑  同日，外務省告示第34號
2. ↑  同日，調達廳告示第4號
3. ↑  昭和44年12月16日，自治省告示第197号
4. ↑  昭和49年1月22日，防衛設施廳告示第1号。
5. ↑  昭和58年3月19日，自治省告示第62号
6. ↑  2005年1月1日現在・住民基本台帳
7. ↑  2006年版 高齢化社會白書
8. ↑  住民基本台帳より計算 2005年1月1日現在 小数点以下切捨て

## 外部連結
- 光連協
- 光丘新聞（页面存档备份，存于）
- 東京風景 練馬區光丘 （页面存档备份，存于）